# Bandeira do Novo México
A Bandeira do Novo México é um dos símbolos oficiais desse estado americano. Seu desenho consiste em um retângulo de fundo amarelo-ouro e um símbolo consiste de um símbolo indígena, chamado Sol de Zia. As cores são em homenagem à Isabel de Castela, os Habsburgos e os exploradores que conquistaram o estado em seu nome.

## Cores

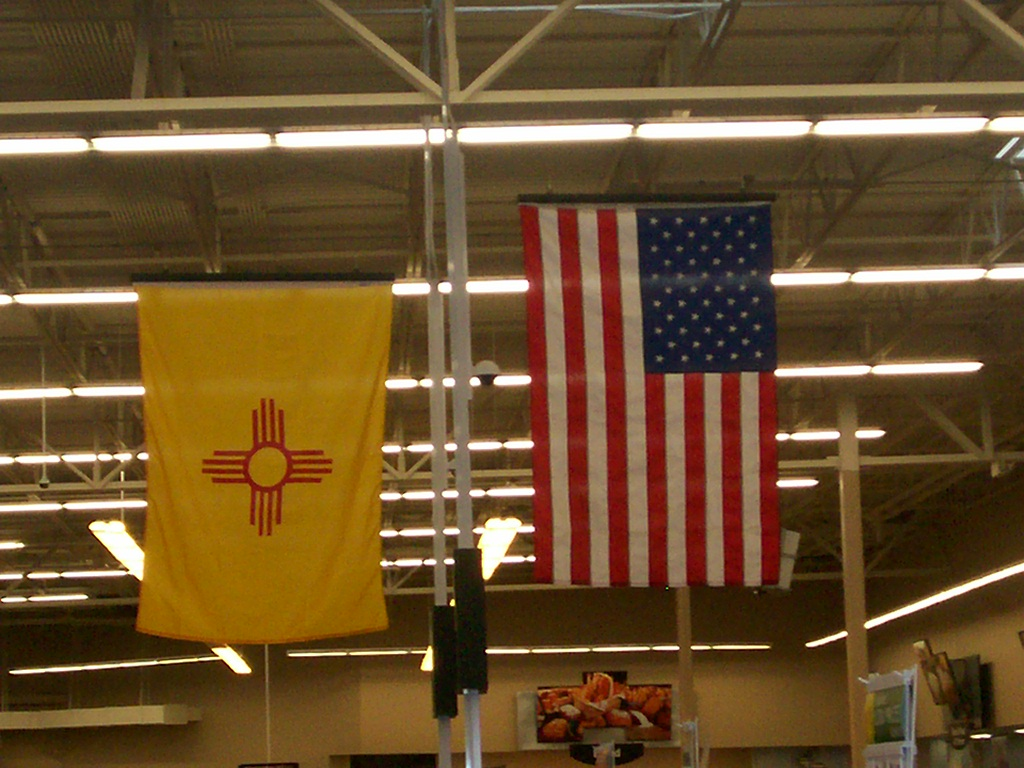
As cores da bandeira do estado.

As cores da bandeira são amarelo e vermelho:
| Cor) | Cor)     | Código Hex HTML |
| ---- | -------- | --------------- |
|      | amarelo  | #F1BF00         |
|      | vermelho | #CE1126         |

## História
Foi desenhada por Harry P. Mera e foi adotada em 1925.